# وين مسدور (أولاد اعجي)
وين مسدور هو دُوَّار يقع بجماعة عوينة لهنا، إقليم آسا الزاك، جهة كلميم واد نون في المملكة المغربية. ينتمي الدوّار لمشيخة أولاد اعجي التي تضم 3 دواوير. يقدر عدد سكانه بـ 8 نسمة حسب الإحصاء الرسمي للسكان والسكنى لسنة 2004.

## روابط خارجية
- البوابة الوطنية للجماعات الترابية
- المندوبية السامية للتخطيط